# 1964-es labdarúgó-Európa-bajnokság
Az 1964-es labdarúgó-Európa-bajnokság a labdarúgás történetének második Európa-bajnoksága volt. Hivatalosan Európai Nemzetek Kupájának hívták. A torna záró szakaszát Spanyolországban rendezték. Az Eb-t a spanyolok nyerték.

## Összegzés
A tornát egyenes kieséses rendszerben rendezték. 30 válogatott jelentkezett rá, de a sorsolás után Görögország visszalépett, mivel Albániával sorsolták össze őket. Három ország erőnyerő volt az első fordulóban: Ausztria, Luxemburg és a címvédő Szovjetunió. A torna kiírásának megfelelően oda-visszavágókat rendeztek egészen az elődöntőkig. A záró szakasz helyszínét csak ezt követően határozták meg, mivel az egyik elődöntős kaphatta meg a rendezés jogát.
Luxemburg 3-2-es összesítéssel kiverte Hollandiát, a legjobb négy közé jutásért pedig kétszer is döntetlent játszott Dániával, s csak a semleges pályán lejátszott harmadik mérkőzés döntött minimálisan Dánia javára. Ugyanakkor Dánia négy közé jutása is meglepetés volt. Rajtuk kívül a címvédő szovjetek, a házigazda spanyolok és többek között Benével, Alberttel, Göröccsel, Mészöllyel felálló magyarok jutottak. A négy ország közül Spanyolországot választották a záró szakasz helyszínéül.
Az elődöntőben a Szovjetunió könnyedén győzte le 3-0-ra a dánokat a Camp Nouban, Barcelonában, míg Madridban, a másik elődöntőben Bene 84. percben szerzett góljával a magyarok hosszabbításra mentették a hazaiak elleni meccset. A hosszabbításban azután mégis a spanyolok szerezték meg a győzelmet. A bronzéremért lejátszott mérkőzésen is hosszabbításra került sor: Bene ezúttal a vezetést szerezte meg már a 11. percben, a dánok azonban a 87. percben egyenlítettek. A hosszabbításban Novák két gólja mégis azt jelentette, Magyarország nyeri a bronzérmet.
A döntőbe Spanyolország és a Szovjetunió került. Négy évvel korábban, az 1960-as EB-n a negyeddöntőben került össze ez a két csapat. Akkor Franco tábornok megtiltotta csapatának a szovjetek elleni játékot, s az ellenfél végül megnyerte a tornát. Ezúttal nem léptek vissza, és fordulatos döntőt játszottak. Már a mérkőzés első perceiben vezetést szereztek a hazaiak, de a szovjetek perceken belül egyenlíteni tudtak. A győztes gólt a 84. percben sikerült megszereznie a spanyol csapatnak. A Santiago Bernabéu stadion 79 000 nézője előtt Spanyolország így megnyerte az Európa-bajnokságot.

## Selejtezők

### Első forduló
| 1. csapat     | Össz.Tooltip Aggregate score | 2. csapat      | 1. mérk. | 2. mérk. | 3. mérk. |
| ------------- | ---------------------------- | -------------- | -------- | -------- | -------- |
| Norvégia      | 1–3                          | Svédország     | 0–2      | 1–1      |          |
| Görögország   | mérkőzés nélkül              | Albánia        | —        | —        |          |
| Dánia         | 9–2                          | Málta          | 6–1      | 3–1      |          |
| Írország      | 5–3                          | Izland         | 4–2      | 1–1      |          |
| Anglia        | 3–6                          | Franciaország  | 1–1      | 2–5      |          |
| Lengyelország | 0–4                          | Észak-Írország | 0–2      | 0–2      |          |
| Spanyolország | 7–3                          | Románia        | 6–0      | 1–3      |          |
| Jugoszlávia   | 4–2                          | Belgium        | 3–2      | 1–0      |          |
| Bulgária      | 5–4                          | Portugália     | 3–1      | 1–3      | 1–0      |
| Magyarország  | 4–2                          | Wales          | 3–1      | 1–1      |          |
| Hollandia     | 4–2                          | Svájc          | 3–1      | 1–1      |          |
| NDK           | 3–2                          | Csehszlovákia  | 2–1      | 1–1      |          |
| Olaszország   | 7–0                          | Törökország    | 6–0      | 1–0      |          |

### Nyolcaddöntők
| 1. csapat     | Össz.Tooltip Aggregate score | 2. csapat      | 1. mérk. | 2. mérk. |
| ------------- | ---------------------------- | -------------- | -------- | -------- |
| Spanyolország | 2–1                          | Észak-Írország | 1–1      | 1–0      |
| Jugoszlávia   | 2–3                          | Svédország     | 3–2      | 0–0      |
| Dánia         | 4–1                          | Albánia        | 4–0      | 0–1      |
| Hollandia     | 2–3                          | Luxemburg      | 1–1      | 1–2      |
| Ausztria      | 2–3                          | Írország       | 0–0      | 2–3      |
| Bulgária      | 2–3                          | Franciaország  | 1–0      | 1–3      |
| Szovjetunió   | 3–1                          | Olaszország    | 2–0      | 1–1      |
| NDK           | 4–5                          | Magyarország   | 1–2      | 3–3      |

### Negyeddöntők
| 1. csapat     | Össz.Tooltip Aggregate score | 2. csapat    | 1. mérk. | 2. mérk. | 3. mérk. |
| ------------- | ---------------------------- | ------------ | -------- | -------- | -------- |
| Luxemburg     | 5–6                          | Dánia        | 3–3      | 2–2      | 0–1      |
| Spanyolország | 4–2                          | Írország     | 5–1      | 2–0      |          |
| Franciaország | 2–5                          | Magyarország | 1–3      | 1–2      |          |
| Svédország    | 2–4                          | Szovjetunió  | 1–1      | 1–3      |          |

## Záró szakasz

### Játékvezetők
- Antoine Blavier
- Rosario Lo Bello
- Daniel Mellet
- Arthur Holland

### Elődöntők
|  |                        |                      |             |                     |   |               |               |       |
|  | Elődöntők              | Elődöntők            | Elődöntők   |                     |   | Döntő         | Döntő         | Döntő |
|  | Elődöntők              | Elődöntők            | Elődöntők   |                     |   | Döntő         | Döntő         | Döntő |
|  | június 17. – Madrid    |                      |             |                     |   |               |               |       |
|  |                        |                      |             |                     |   |               |               |       |
|  | Spanyolország (h.u.)   | Spanyolország (h.u.) | 2           |                     |   |               |               |       |
|  | Spanyolország (h.u.)   | Spanyolország (h.u.) | 2           | június 21. – Madrid |   |               |               |       |
|  | Magyarország           | Magyarország         | 1           |                     |   |               |               |       |
|  | Magyarország           | Magyarország         | 1           |                     |   | Spanyolország | Spanyolország | 2     |
|  | június 17. – Barcelona |                      |             |                     |   | Spanyolország | Spanyolország | 2     |
|  |                        |                      | Szovjetunió | Szovjetunió         | 1 |               |               |       |
|  | Dánia                  | Dánia                | Szovjetunió | Szovjetunió         | 1 | 0             |               |       |
|  | Dánia                  | Dánia                |             |                     |   |               |               |       |
|  | Szovjetunió            | Szovjetunió          | 3           |                     |   |               |               |       |
|  | Szovjetunió            | Szovjetunió          | 3           | Bronzmérkőzés       |   |               |               |       |
|  |                        |                      |             |                     |   |               |               |       |
|  | június 20. – Barcelona |                      |             |                     |   |               |               |       |
|  |                        |                      |             |                     |   |               |               |       |
|  | Magyarország (h.u.)    | Magyarország (h.u.)  | 3           |                     |   |               |               |       |
|  | Magyarország (h.u.)    | Magyarország (h.u.)  | 3           |                     |   |               |               |       |
|  | Dánia                  | Dánia                | 1           |                     |   |               |               |       |
|  | Dánia                  | Dánia                | 1           |                     |   |               |               |       |

| 1964. június 17. 20:00 |

| Spanyolország           | 2–1 (h. u.)                 | Magyarország |
| ----------------------- | --------------------------- | ------------ |
| Pereda 35' Amancio 112' | (1–0, 1–1, 1–1) Jegyzőkönyv | Bene 84'     |

| Santiago Bernabéu stadion, Madrid Nézőszám: 34 713 Játékvezető: Arthur Blavier (belga) |

| 1964. június 17. 22:30 |

| Dánia | 0–3               | Szovjetunió                               |
| ----- | ----------------- | ----------------------------------------- |
|       | (0–2) Jegyzőkönyv | Voronyin 19' Ponyegyelnyik 40' Ivanov 87' |

| Camp Nou, Barcelona Nézőszám: 38 556 Játékvezető: Concetto Lo Bello (olasz) |

### Bronzmérkőzés
| 1964. június 20. 20:00 |

| Magyarország                        | 3–1 (h. u.)                 | Dánia         |
| ----------------------------------- | --------------------------- | ------------- |
| Bene 11' Novák 107' (11-esből) 110' | (1–0, 1–1, 1–1) Jegyzőkönyv | Bertelsen 82' |

| Camp Nou, Barcelona Nézőszám: 3869 Játékvezető: Daniel Mellet (svájci) |

### Döntő
| 1964. június 21. 18:30 |

| Spanyolország           | 2–1               | Szovjetunió  |
| ----------------------- | ----------------- | ------------ |
| Pereda 6' Marcelino 84' | (1–1) Jegyzőkönyv | Huszainov 8' |

| Santiago Bernabéu stadion, Madrid Nézőszám: 79 115 Játékvezető: Arthur Holland (angol) |

| Az 1964-es labdarúgó-Európa-bajnokság győztese |
| ---------------------------------------------- |
| · Spanyolország · 1. cím                       |

## Gólszerzők
2 gólos
- Jesús María Pereda
- Bene Ferenc
- Novák Dezső

1 gólos
- Carl Bertelsen
- Amancio
- Marcelino
- Galimzjan Huszainov
- Valerij Voronyin
- Viktor Ponyegyelnyik
- Valentin Ivanov

## Végeredmény

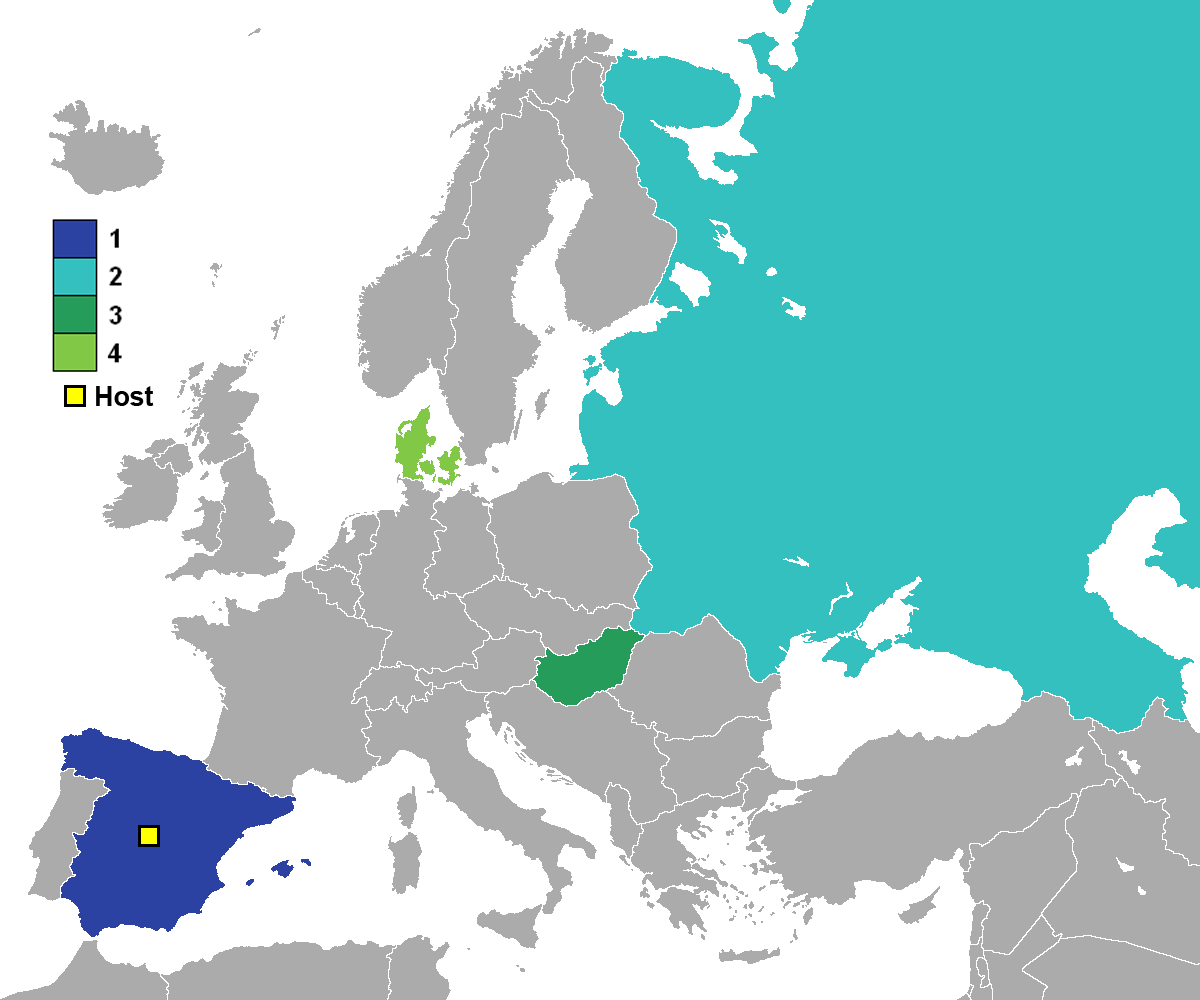
Az 1964-es Európa-bajnokságon részt vevő országok helyezései

A hazai csapat eltérő háttérszínnel kiemelve.
| Helyezés | Nemzet        | M | Gy | D | V | G+ | G– | Gk | P |
| -------- | ------------- | - | -- | - | - | -- | -- | -- | - |
| Arany    | Spanyolország | 2 | 2  | 0 | 0 | 4  | 2  | +2 | 4 |
| Ezüst    | Szovjetunió   | 2 | 1  | 0 | 1 | 4  | 2  | +2 | 2 |
| Bronz    | Magyarország  | 2 | 1  | 0 | 1 | 4  | 3  | +1 | 2 |
| 4.       | Dánia         | 2 | 0  | 0 | 2 | 1  | 6  | –5 | 0 |